# Ла-Шапель-о-Шас
Ла-Шапе́ль-о-Шас (фр. La Chapelle-aux-Chasses) — коммуна во Франции, находится в регионе Овернь. Департамент коммуны — Алье. Входит в состав кантона Шевань. Округ коммуны — Мулен.
Код INSEE коммуны — 03057.

## Население
Население коммуны на 2008 год составляло 228 человек.
| 1962 | 1968 | 1975 | 1982 | 1990 | 1999 | 2008 |
| ---- | ---- | ---- | ---- | ---- | ---- | ---- |
| 293  | 342  | 295  | 266  | 250  | 216  | 228  |

## Экономика
В 2007 году среди 151 человека в трудоспособном возрасте (15—64 лет) 118 были экономически активными, 33 — неактивными (показатель активности — 78,1 %, в 1999 году было 67,1 %). Из 118 активных работали 109 человек (65 мужчин и 44 женщины), безработных было 9 (4 мужчин и 5 женщин). Среди 33 неактивных 13 человек были учениками или студентами, 10 — пенсионерами, 10 были неактивными по другим причинам.